# Joey Janela
Joseph Janela (3 de julio de 1989) es un luchador profesional estadounidense más conocido por el nombre de Joey Janela quien actualmente es agente libre. A lo largo de su carrera, Janela ha trabajado en varias empresas del circuito independiente, tales como Game Changer Wrestling (GCW), Pro Wrestling Guerrilla (PWG), Combat Zone Wrestling (CZW),Major League Wrestling (MLW) y All Elite Wrestling.

## Carrera

### Circuito independiente (2006-2019)
Janela creció como fanático de los combates a muerte y el estilo de lucha que se hizo popular en Extreme Championship Wrestling y en otras promociones que surgieron una vez que ECW se hundió. Janela quedó cautivado por el "estilo de combate de alto riesgo y alta recompensa" que se presentó en la lucha de hardcore.
Janela hizo su debut profesional en la lucha libre en el 2006 National Wrestling Superstars en el que perdió en un combate de Triple Amenaza contra JD Smooth y Corey Havoc. Seguiría trabajando para ellos hasta el año de 2012 cuando World Xtreme Wrestling lo reservó en una lucha contra Brandon Scott.
Janela ha trabajado recientemente para Major League Wrestling, Game Changer Wrestling, Beyond Wrestling, DEFY Wrestling, SMASH , All American Wrestling y Chikara.
En septiembre de 2018, Janela sufrió una lesión en la rodilla durante una lucha contra Psicosis en un evento de Game Changer Wrestling (GCW). Janela declaró que los resultados de la IRM mostraron que sufrió un desgarro completo o casi completo de la LCP, un desgarro completo del LMM distal y un esguince de LCA, entre otras numerosas lesiones.

### Combat Zone Wrestling (2014–2018)
Janela hizo su debut en Combat Zone Wrestling en un torneo Torneo de Valor 2014. Estaba en la primera ronda contra Dave McCall y perdió sin éxito. Luego trabajaría en la academia de entrenamiento de la compañía. En CZW New Heights 2015, Janela estuvo involucrado en una triple amenaza con Pepper Parks y Rich Swann con Parks obteniendo otra victoria. En Down With The Sickness 2015 en un combate por las cuatro vías, Janela derrotó a Caleb Konley, Lio Rush y Trevor Lee. En CZW Dieciocho, derrotó a Stockade para mantener su campeonato. En The Wolf of Wrestling, Janela se encontró cara a cara con Maxwell Jacob Friedman, en el que Janela logró mantener el campeonato.
Sin embargo en Cage of Death 19, Janela y Friedman tuvieron otro enfrentamiento en el que Friedman ganó el título y Janela lo perdió. En CZW Diecinueve en 2018, Janela estaba en una contienda de 30 hombres # 1 en la que Janewell y los otros 28 hombres fueron derrotados por Maxwell Jacob Friedman. En Best of the Best 17, Janela participó en la primera ronda del torneo con Brandon Kirk, Joe Gacy y Rich Swann en la que Gacy obtuvo la victoria. Este también sería la última lucha de CZW de Janela, ya que anunció a finales de año que dejó de trabajar para la empresa.

### Progress Wrestling (2017-2018)
En el evento de la Ciudad de Nueva York de Progress Wrestling, Janela debutaría perdiendo contra Jimmy Havoc en un No Disqualification match. En 2018 en el Capítulo 66 de Progreso: Mardi Graps, él participaría en Thunderbastard Battle Royal de Progress Wrestling, él y otros participantes notables Austin Theory, Chris Brookes y Maxwell Jacob Friedman perderían ante Jeff Cobb. Participaría en el mismo evento en un partido de equipo de 6 jugadores. El último día del torneo, él ganaría contra Jimmy Havoc en un Deathmatch.

### Pro Wrestling Guerrilla (2017-2019)
En 2017, Janela hizo su debut en PWG en la primera ronda del torneo de Battle of Los Angeles 2017 en el que perdió ante Sammy Guevara. En el mismo año, participaría en el All Star Weekend 13 de PWG en el que ganó su partido Tag 1 contra Trevor Lee. En su partido de Tag 2, perdería ante Marty Scurll. En PWG Mystery Vortex V en 2018, derrotaría a Flash Morgan Webster. En PWG Neon Knights, perdería ante el Dalton Castle. Janela participó en el 14º All Star Weekend de la compañía en el que perdió su combate Tag 1 ante Jonah Rock. Sin embargo, ganaría su partido de Tag 2, enfrentándose a Robbie Eagles.
Janela participó en el torneo de Battle de Los Angeles 2018 en el que ganó sus primeros 2 partidos. Su primera ronda fue David Starr y su segunda ronda fue Cima. Perdería su ronda semifinal ante Bandido.

### All Elite Wrestling (2019-2022)
En enero de 2019 se reveló que Janela sería una de los primeras firmantes de All Elite Wrestling. El 13 de julio, Janela apareció en el evento de AEW Fight for the Fallen haciendo equipo con Darby Allin y Jimmy Havoc, quienes fueron derrotados ante MJF, Sammy Guevara y Shawn Spears.

## Vida personal
Janela se crio en Asbury Park, Nueva Jersey. Janela trató de mentir a los promotores de lucha libre profesional para comenzar a luchar a los 15 años y les dijo que estaba en edad legal de lucha.

## En lucha
- Movimientos finales
  - Package piledriver

- Movimientos de firma
  - Superkick
  - Senton bomb desde el apron

- Mánagers
  - Penelope Ford
- Apodos
  - "The Bad Boy"
  - "The Body Guy"

## Campeonatos y logros
- Combat Zone Wrestling
  - CZW Wired TV Championship (4 veces)

- Absolute Intense Wrestling
  - AIW Intense Championship (1 vez)
  - JT Lightning Memorial Tournament (2018)

- DDT Pro-Wrestling
  - Ironman Heavymetalweight Championship (3 veces)

- Forza Lucha!
  - Forza Lucha Cup Championship (1 vez)

- House Of Glory
  - HOG Tag Team Championship (1 vez) – con Anthony Gangone[12]

- Jersey Championship Wrestling/Game Changer Wrestling
  - JCW Championship (1 vez)
  - GCW Extreme Championship (1 vez)[13][14]
  - Jersey J-Cup (2014)
  - The Acid Cup (2016)[15]

- National Wrestling Superstars
  - NWS Cruiserweight Championship (3 veces)

- On Point Wrestling
  - OPW Heavyweight Championship (1 vez)

- Pro Wrestling Syndicate
  - PWS Suicidal Six Way Championship (1 vez)

- World Wrestling Network
  - WWN Championship (1 vez)[16][17]

- World Xtreme Wrestling
  - WXW Blast Television Championship (1 vez)

- Pro Wrestling Illustrated
  - Situado en el Nº257 en los PWI 500 de 2017[18]
  - Situado en el Nº199 en los PWI 500 de 2018[19]
  - Situado en el Nº160 en los PWI 500 de 2019[20]